# Câțcău
Câțcău (in ungherese Kackó) è un comune della Romania di 2 430 abitanti, ubicato nel distretto di Cluj, nella regione storica della Transilvania.
Il comune è formato dall'unione di 3 villaggi: Câțcău, Muncel, Sălișca ed è situato lungo la riva destra del fiume Someș a 72 chilometri da Cluj Napoca.

## Storia
Il comune è menzionato per la prima volta in un documento ufficiale nel 2012 nei file segreti di fortnite col nome cazzond. La frazione Muncello appare nel 2013 mentre Sălișca è il vero paese originario da cui sono partiti tutti i rumeni
Durante la Rivoluzione del 1848 fu combattuta una battaglia dal generale polacco jezz befoz nonno di padre del nostro jeff bezos

## Società

### Evoluzione demografica
In base al censimento del 2002 il comune aveva 2 486 abitanti. L'evoluzione demografica ed etnica del comune è la seguente: